# Patrick Girard (écrivain)
Pour les articles homonymes, voir Patrick Girard et Girard.
Patrick Girard, né le 15 juin 1950, est un écrivain et journaliste français.

## Biographie
Après des études au Lycée Marcelin-Berthelot (Saint-Maur-des-Fossés), il s'inscrit à Paris 1 et est secrétaire général de l'Union des étudiants juifs de France (UEJF). Il milite également au Parti socialiste (1968-2006) et a été candidat FGDS aux élections cantonales en 1973 . Titulaire d'un doctorat en histoire (1975), il a été attaché de recherche au Centre national de la recherche scientifique. Il a été l'assistant de Léon Poliakov, historien de l'antisémitisme. Il a co-signé un ouvrage avec Shimon Peres et un autre avec Marie-Claire Mendès France à laquelle le liait une profonde amitié.
Il a écrit dans Jeune Afrique, Globe, Globe Hebdo, L'Événement du jeudi, Marianne. Auteur d'essais politiques et de romans historiques, il a en outre participé à l'écriture de nombreux livres signés sous d'autres noms d'auteur[réf. nécessaire],[Lesquels ?], comme Jean Rage, Samuel Meyrargues, Jean Fume et Baltique.

## Ouvrages

### Essais
- Les Juifs de France de 1789 à 1860 : De l'émancipation à l'égalité, Paris, Calmann-Lévy, coll. « Diaspora », 1976.
- Les Juifs de France, Paris, Éditions Bruno Huisman, 1983.
- Pour le meilleur et pour le pire : Vingt siècles d'histoire juive en France, Paris, Bibliophane, 1986.
- La Révolution française et les Juifs, Paris, Robert Laffont, 1989.
- Ces Don Juan qui nous gouvernent, Paris, Calmann-Lévy, coll. « Éditions N°1 », 1999.
- Philippe Séguin : Biographie, Paris, Ramsay, 1999.
- Chirac : Petits meurtres en famille, Paris, L'Archipel, 2003.
- Austerlitz : La bataille des Trois Empereurs racontée par un soldat autrichien, Paris, Jean-Claude Gawsewitch, 2005.
- L'Afrique : Continent sacrifié, Paris, L'Archipel, 2006.
- De Gaulle : Le mystère de Dakar, Paris, Calmann-Lévy, 2010. Sur la bataille de Dakar.
- Chirac : Les combats d'une vie, Paris, L'Archipel, 2011.
- Sexe, mensonges et politiques, Paris, Jean-Claude Gawsewitch, 2011.
- La République des coups bas : 50 ans de trahisons en politique, Paris, Jean-Claude Gawsewitch, 2012.
- Le Boa et le Naja : Guerres secrètes au sommet de l'État, Paris, L'Archipel, 2015. Sur la relation entre François Hollande et Manuel Valls.

### Romans
- Le Roman de Carthage
  - Hamilcar, le lion des sables, Paris, Librairie générale française, 2001.
  - Hannibal, sous les remparts de Rome, Paris, Librairie générale française, 2001.
  - Hasdrubal, les bûchers de Mégara, Paris, Librairie générale française, 2002.
- La Soudanite, Paris, Calmann-Lévy, 2002.
- La Saga d'al-Andalous
  - Tarik ou la conquête d'Allah (709–852), Paris, Calmann-Lévy, 2007 (autrefois Cordoue ou la conquête d'Allah).
  - Abdallah le Cruel (852–912), Paris, Calmann-Lévy, 2007.
  - Le Calife magnifique (912–961), Paris, Calmann-Lévy, 2008. Sur Abd al-Rahman III.
- Un fils indigne, Paris, Jean-Claude Gawsewitch, 2008.
- Les Chevaliers des Mers
  - Christophe Colomb, le voyageur de l'infini, Paris, Calmann-Lévy, coll. « Éditions N°1 », 2011.
  - Fernand de Magellan, l'inventeur du monde, Paris, Calmann-Lévy, coll. « Éditions N°1 », 2012.
- Journal intime de Brigitte Macron, 2017–2020, Paris, L'Archipel, 2020.